# Giacomo Groppi

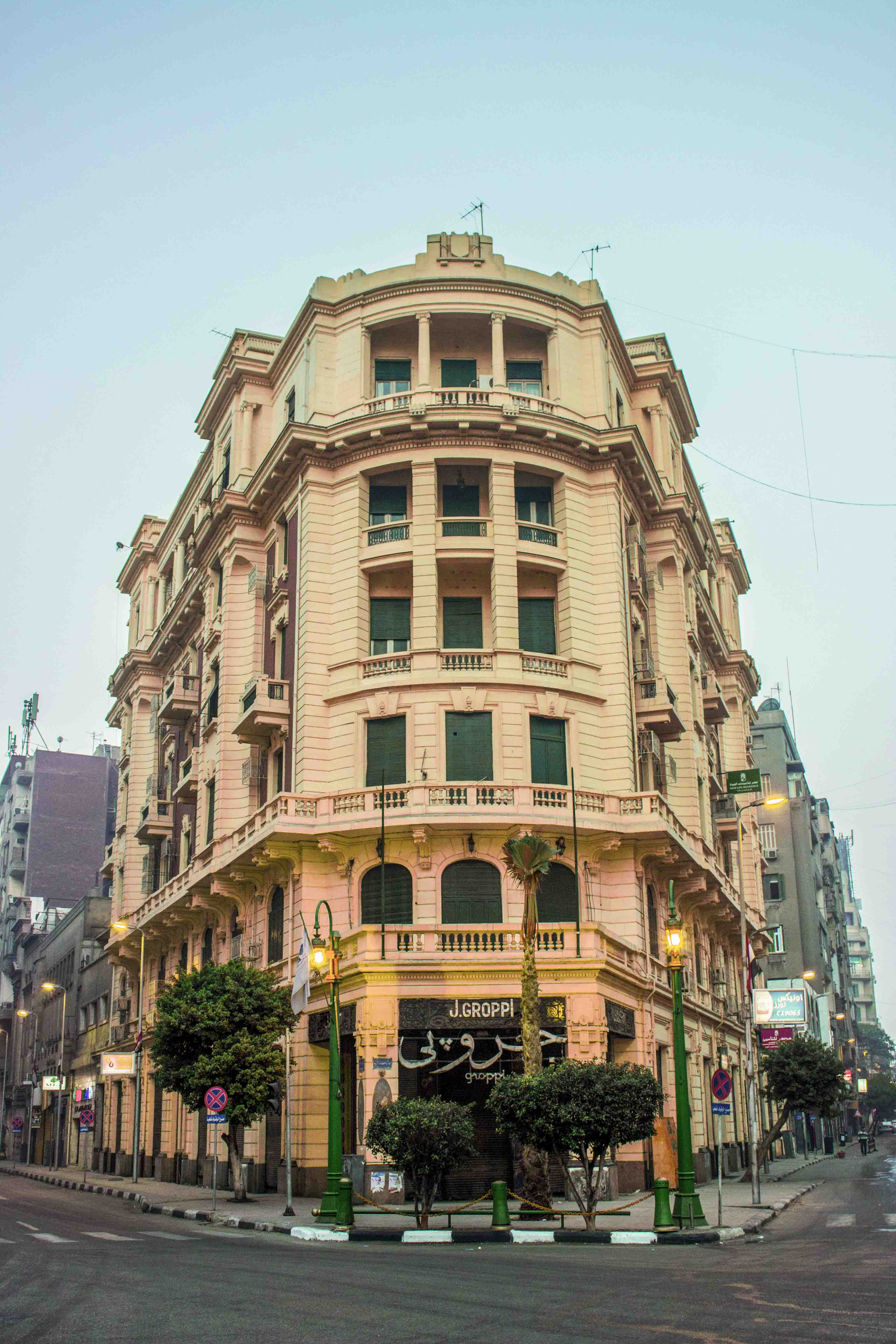
Café Groppi aan het Talaat Harb-plein in Caïro

Giacomo Groppi (Frans: Jacques Groppi) (Rovio, 1863 – aldaar, 1958) was een Zwitserse banketbakker, chocolatier, horeca-exploitant en ondernemer die in 1924 in Caïro het gerenommeerde Café Groppi oprichtte.

## Leven
Giacomo Groppi was afkomstig uit Rovio in het Zwitserse kanton Ticino. Na zijn opleiding tot banket- en suikerbakker en een korte leertijd bij een oom in Lugano kwam hij tijdens zijn reisjaren in de jaren 1880 via een kort oponthoud in Marseille naar Egypte. Hier ging hij in Caïro bij Maison Gianola werken, een bekende Zwitserse gebak- en theewinkel in de Bawaki-straat. De uit Bissone stamde familie Gianola was familie van hem. In 1890 nam hij van Giacomo Gianola de filiale in Alexandrië in de Rue de France over en begon daar voor zich zelf te werken. In hetzelfde jaar werd zijn zoon Achille geboren.
Zijn chocolade producten waren van hoge kwaliteit en al spoedig opende hij in Alexandrië in de Cherif Pacha-straat een tweede zaak. Groppi was de eerste banketbakker in Egypte die in zijn taarten crème Chantilly (slagroom met suiker en vanille) verwerkte. Het idee had hij in Parijs opgedaan tijdens een bezoek aan de Exposition Universelle in Parijs.
In 1906 verkocht Giacomo Groppi beide zaken aan de Fransman Auguste Baudrot en keerde als vermogend man terug naar zijn geboorteplaats. In de Paniek van 1907 verloor hij echter door slechte belegging zijn gehele vermogen en was daardoor gedwongen voor de tweede keer opnieuw te beginnen.
Om in Alexandrië niet met Baudrot in concurrentie te treden ging hij naar Caïro en opende daar eind 1909 in de al-Maghrabi-straat (later Adly Pasha-straat) onder de naam Maison Groppi een nieuwe banketbakkerij met theeschenkerij en een grote theetuin. De officiële opening vond plaats op 23 december 1909. Tijdens de Eerste Wereldoorlog werd de theetuin een geliefde ontmoetingsplaats voor Britse officieren. Deze zaak bestaat nog steeds maar wordt niet zo vaak door toeristen bezocht als het later geopende café aan het Talaat Harb-plein.    
Groppi breidde zijn sortiment steeds verder uit. Maison Groppy voorzag vanuit Caïro heel Egypte met chocolade en gebak. In 1922 opende Groppi Industrie du Froid, een eigen koelopslag- en ijsproductiebedrijf met meer dan 120 medewerkers onder leiding van zijn zoon Achille. Groppi leverde ook aan het hof en de Egyptische koning Faroek was een goede klant van Groppi. 

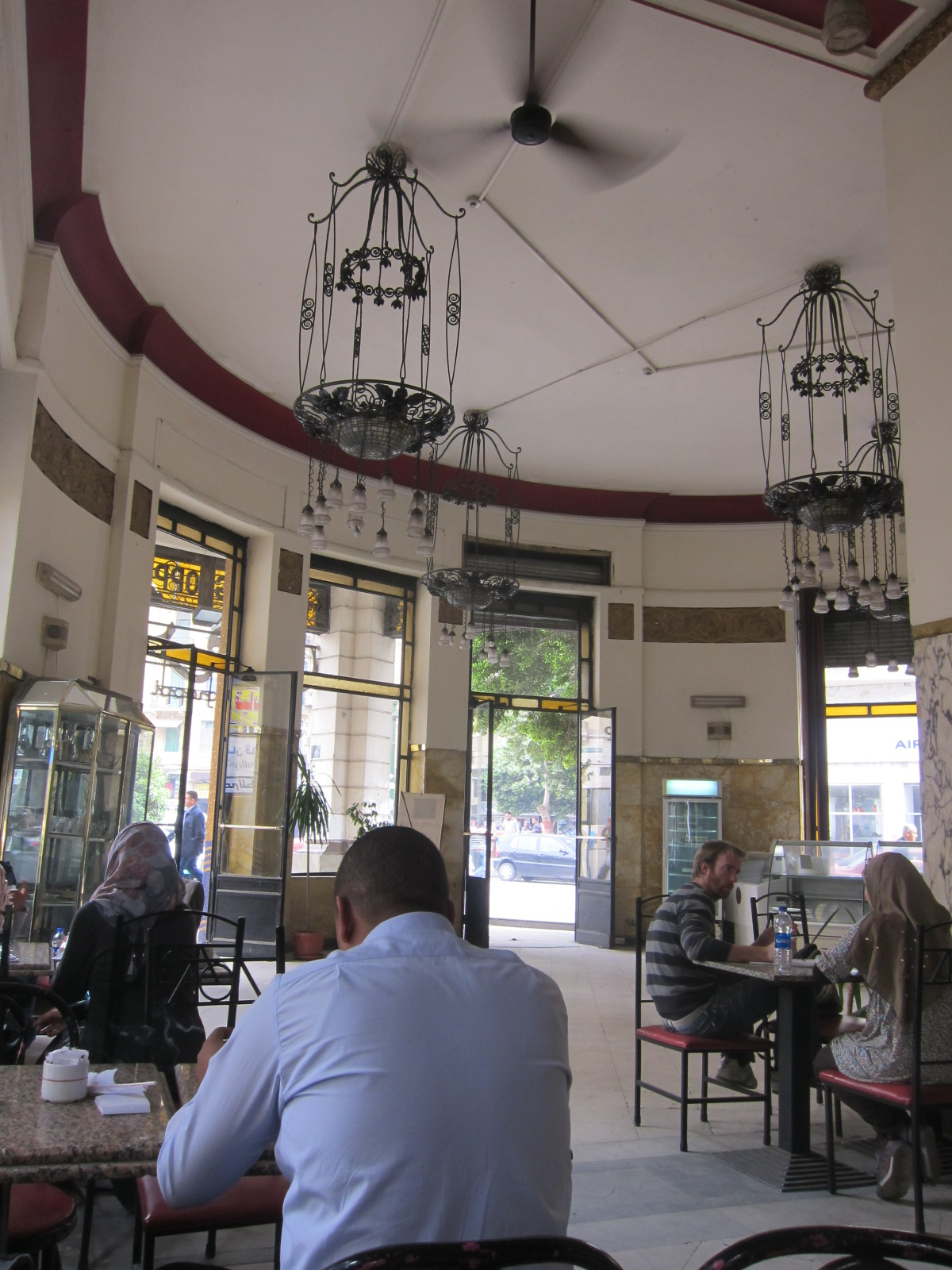
Café Groppi van binnen (2013)

In 1924 begon Groppi met een tweede patisserie en tearoom, het later zo beroemde Café Groppi, aan het Suleiman Pasja-plein (nu Talaat Harb-plein). Het café werd ingehuldigd op 12 maart 1925. Hier kwam de high society van Caïro voor een thé dansant bijeen en ook internationale beroemdheden bezochten het café wanneer ze in de stad waren. Dit café is nog steeds een trekpleister voor toeristen.
Giacomo Groppi keerde korte tijd daarna naar zijn geboorteland terug en droeg de leiding van zijn bedrijf in Egypte aan zijn zoon Achille over. Achille volgde in de voetstappen van zijn vader en breidde het bedrijf stap voor stap steeds verder uit. Hij lanceerde A l'Americaine, een keten van koffiehuizen die ook banketbakkersproducten aan huis leverde. Tevens begon hij een landbouwbedrijf met 500 koeien en 500 waterbuffels in het noordoosten van Caïro ongeveer 30 km van het centrum die voor de nodige melk zorgde. Ook begon hij een tuinderij aan de Nijl circa 15 km van Caïro aan de straat naar Opper-Egypte waar kruiden, aardbeien en fruit werden verbouwd, die in Egypte niet verkrijgbaar waren maar die hij voor het bedrijf nodig had.
Achille stierf op jonge leeftijd onverwachts in 1949. De gepensioneerde Giacomo Groppi vroeg zijn schoonzoon Achille Bianchi uit Lugano of hij naar Egypte wilde gaan om zijn kleinzoon Cesare Groppi te helpen in het bedrijf. Deze nam aan en verhoogde het aanbod van het bedrijf nog verder. Het aantal employees ging in de duizenden en Maison Groppi was tot een grote onderneming uitgegroeid.
Op Zwarte Zaterdag 1952 brak er oproer uit in Caïro, de twee zaken van Groppi bleven echter grotendeels verschoond. In maart 1954 liet kolonel Gamal Abdel Nasser een bom in het café detoneren, die weliswaar paniek veroorzaakte maar weinig schade aanrichtte.
Giacomo Groppi stierf in 1958 op 96-jarige leeftijd in Rovio.
Na de revolutie en de nationalisatie van grote bedrijven door president Nasser in de jaren 1960 voerden de nakomelingen van Groppi het bedrijf nog tot 1981 verder. Daarna trokken ze zich vanwege de politieke omstandigheden uit Egypte terug. De onderneming werd verkocht aan Abdulaziz Lokma, oprichter van de Lokma Group. Lokma stopte de verkoop van alcoholische drank en de bar werd gesloten. Tussen 2016 tot 2018 werd het café aan het Talaat Harb-plein gerenoveerd.
Giacomo Groppi en zijn zoon Achille maakten ook naam als verzamelaars van oude Egyptische kunst, met name mozaïekglas uit de Ptolemaïsche tijd, keramiek en kleine sculpturen.
Het Antikenmuseum Basel toonde hiervan in 2008 een uitgebreid aantal stukken. Een deel van de collectie werd in 2012 in Londen geveild.